# Valy (Plazy)
Valy (dříve též Volenovice) jsou malá vesnice, část obce Plazy v okrese Mladá Boleslav. Nachází se asi jeden kilometr severně od Plaz. Vesnicí protéká Valská svodnice. Valy leží v katastrálním území Plazy o výměře 3,33 km².

## Historie
První písemná zmínka o vesnici pochází z roku 1406.